# Beatrice von Bismarck
Beatrice von Bismarck (* 1959) ist eine deutsche Kunsthistorikerin, Kuratorin, Publizistin und Professorin für Kunstgeschichte und Bildwissenschaft.

## Leben
Beatrice von Bismarck studierte Kunstgeschichte in Freiburg, München, London und Berlin. Von 1989 bis 1993 war sie als Mitarbeiterin am Städel Museum in Frankfurt am Main verantwortlich für Einzelausstellungen von international renommierten Künstlern wie Richard Long, Bruce Nauman (1991), Dan Flavin und Jürgen Partenheimer (1993). Anschließend übernahm sie drei Jahre lang die Leitung der Abteilung des 20. Jahrhunderts des Städelschen Kunstinstituts.
Von 1993 bis 1999 war von Bismarck Assistentin an der Universität Lüneburg, wo sie Mitbegründerin des Kunstraums der Universität war. Danach hatte sie ein Jahr lang eine Vertretungsprofessur an der HGB Leipzig, woraufhin sie 2000 zur Professorin und Programmleiterin der Galerie berufen wurde. Zwischen 2003 und 2011 war sie Prorektorin an der HGB Leipzig.

## Veröffentlichungen
- Die Gauguin-Legende. Die Rezeption Paul Gauguins in der französischen Kunstkritik 1880–1903, Münster/Hamburg 1992. ISBN 3-88660-768-2
- Games Fights Collaborations. Das Spiel von Grenze und Überschreitung. Kunst und Cultural Studies in den 90er Jahren, (hg. zusammen mit Diethelm Stoller und Ulf Wuggenig), Cantz Verlag, Ostfildern-Ruit 1996. ISBN 3-89322-847-0
- Bruce Nauman: Der wahre Künstler / The True Artist, Cantz Verlag, Ostfildern-Ruit 1998. ISBN 3-89322-291-X
- Christian Philipp Müller: Branding the Campus. Kunst, Architektur, Design, Identitätspolitik, (hg. zusammen mit Diethelm Stoller, Astrid Wege und Ulf Wuggenig), Richter Verlag, Düsseldorf 2001. ISBN 3-933807-42-5
- Interarchive. Archivalische Praktiken und Handlungsräume im zeitgenössischen Kunstfeld, (hg. zusammen mit Hans Ulrich Obrist, Diethelm Stoller und Ulf Wuggenig), Walther König, Köln 2002. ISBN 978-3-88375-540-3
- Grenzbespielungen. Visuelle Politik in der Übergangszone, Walther König, Köln 2005. ISBN 3-88375-953-8
- Globalisierung/Hierarchisierung. Kulturelle Dominanzen in Kunst und Kunstgeschichte, (hg. zusammen mit Irene Below), Marburg 2005. ISBN 3-89445-339-7
- beyond education. Kunst, Ausbildung, Arbeit und Ökonomie, (hg. zusammen mit Alexander Koch), Christoph Keller Verlag, Frankfurt a. M. 2005. ISBN 3-86588-102-5
- Nach Bourdieu. Visualität, Kunst, Politik, (hg. zusammen mit Therese Kaufmann und Ulf Wuggenig) Turia + Kant Verlag, Wien 2008. ISBN 3-85132-527-3
- Auftritt als Künstler, Funktionen eines Mythos, Walther König, Köln 2010. ISBN 3-86560-517-6
- Das Kuratorische, Spector Books, Leipzig 2020, ISBN 978-3-95905-394-5